# Ledermanniella
Ledermanniella é um género botânico pertencente à família Podostemaceae.

## Espécies
Seguem algumas espécies do gênero:
- Ledermanniella keayi (G. Taylor) C. Cusset
- Ledermanniella letouzeyi C.Cusset
- Ledermanniella onanae Cheek
- Ledermanniella thalloidea (Engl.) C.Cusset

1. 1 2  «Ledermanniella — World Flora Online». www.worldfloraonline.org. Consultado em 19 de agosto de 2020